# Europsko prvenstvo u vaterpolu za žene
Europsko prvenstvo u vaterpolu za žene se održavaju od 1985. svake druge godine. Prvenstvo 2006. prvi put ruši taj niz, jer se održava nakon tri godine.

## Rezultati prvenstava za vaterpolistice
| Godina | Domaćin                       | Zlato          | Srebro         | Bronca         |
| 2022.  | Split, Hrvatska               | budući događaj | budući događaj | budući događaj |
| 2020.  | Budimpešta, Mađarska          | Španjolska     | Rusija         | Mađarska       |
| 2018.  | Barcelona, Španjolska         | Nizozemska     | Grčka          | Španjolska     |
| 2016.  | Beograd, Srbija               | Mađarska       | Nizozemska     | Italija        |
| 2014.  | Budimpešta, Mađarska          | Španjolska     | Nizozemska     | Mađarska       |
| 2012.  | Eindhoven, Nizozemska         | Italija        | Grčka          | Mađarska       |
| 2010.  | Zagreb, Hrvatska              | Rusija         | Grčka          | Nizozemska     |
| 2008.  | Málaga, Španjolska            | Rusija         | Španjolska     | Mađarska       |
| 2006.  | Beograd, Srbija               | Rusija         | Italija        | Mađarska       |
| 2003.  | Ljubljana, Slovenija          | Italija        | Mađarska       | Rusija         |
| 2001.  | Budimpešta, Mađarska          | Mađarska       | Italija        | Rusija         |
| 1999.  | Prato, Italija                | Italija        | Nizozemska     | Rusija         |
| 1997.  | Sevilla, Španjolska           | Italija        | Rusija         | Nizozemska     |
| 1995.  | Beč, Austrija                 | Italija        | Mađarska       | Nizozemska     |
| 1993.  | Leeds, Ujedinjeno Kraljevstvo | Nizozemska     | Rusija         | Mađarska       |
| 1991.  | Atena, Grčka                  | Mađarska       | Nizozemska     | Italija        |
| 1989.  | Bonn, SR Njemačka             | Nizozemska     | Mađarska       | Francuska      |
| 1987.  | Strassburg, Francuska         | Nizozemska     | Mađarska       | Francuska      |
| 1985.  | Oslo, Norveška                | Nizozemska     | Mađarska       | SR Njemačka    |

## Odličja po državama
| Država            | Zlato | Srebro | Bronca | Ukupno |
| Nizozemska        | 5     | 4      | 3      | 12     |
| Italija           | 5     | 2      | 5      | 9      |
| Mađarska          | 3     | 5      | 3      | 14     |
| Rusija            | 3     | 3      | 3      | 9      |
| Španjolska        | 2     | 1      | 1      | 4      |
| Grčka             | 0     | 3      | 0      | 3      |
| Francuska         | 0     | 0      | 2      | 2      |
| Njemačka          | 0     | 0      | 1      | 1      |
| Ukupno (8 nacija) | 18    | 18     | 18     | 54     |

Zadnja izmjena: kraj Europskog prvenstva 2020. godine

## Unutrašnje poveznice
- Europsko prvenstvo u vaterpolu za muškarce
- Svjetsko prvenstvo u vaterpolu za žene
- Svjetsko prvenstvo u vaterpolu za muškarce

## Vanjske poveznice
- Službena stranica LEN.eu